# Quận Mecosta, Michigan
Quận Mecosta một quận thuộc tiểu bang Michigan, Hoa Kỳ. Quận lỵ đóng ở Big Rapids.6 Theo điều tra dân số năm 2000 của Cục điều tra dân số Hoa Kỳ năm 2000, quận có dân số 40.553 người.

## Địa lý
Theo Cục điều tra dân số Hoa Kỳ, quận có diện tích 1480 km2, trong đó có 41 km2 là diện tích mặt nước.